# Haljem
Haljem (eller Halhjem) är en tidigare tätort i Bjørnafjordens kommun i Vestland fylke i västra Norge.
Haljem domineras av en färjehamn för Europaväg 39 med ankommande färjor från Sandvikvåg på Stord i Fitjars kommun, och Våge i Tysnes kommun. Den första färjekajen var färdig 1963. Trafiken har sedan ökat och man har fått bygga om kajen flera gånger. Senast 2006 då man byggde om Haljems färjekaj så att man kunde ta emot den nya generationens gasdrivna färjor och 2013 trafikeras av färjor från rederiet Fjord1.
1999 bodde det 991 människor i Haljem men sedan har orten blivit en del av tätorten Osøyro. Haljem har ett daghem och en lågstadieskola som uppfördes 1997 och ligger i skogen Haljemsmarka, som inte ligger alltför långt från färjekajen. Här finns en fotbollsplan och en lekpark.
Tack vare att Haljem har en färjehamn har det varit populärt för folk från Bergen att ha fritidshus i området.

## Historik
Haljem har varit bebott under en lång tid. I området har man hittat hällristningar från stenåldern.
Tidigare har orten tillhört dåvarande Os kommun i Hordaland fylke.